# Bohdana
Bohdana je ženské křestní jméno slovanského původu. Vzniklo překladem řeckého jména Teodora, jehož význam je „boží dar“.
V českém občanském kalendáři má svátek 11. ledna.
Domácí oslovení: Bohdana, Bohdanka, Boďa, Danka, Božka, Bohďa

## Statistické údaje
Následující tabulka uvádí četnost jména v ČR a pořadí mezi ženskými jmény ve srovnání dvou roků, pro které jsou dostupné údaje MV ČR – lze z ní tedy vysledovat trend v užívání tohoto jména:
| Rok       | Četnost    | Pořadí     |
| 1999      | 1 881      | 173.       |
| 2002      | 1 882      | 172.       |
| 2006      | 1 902      | 178.       |
| 2016      | 1 418      | 362.       |
| Porovnání | o 463 méně | o 189 hůře |

Změna procentního zastoupení tohoto jména mezi žijícími ženami v ČR (tj. procentní změna se započítáním celkového úbytku žen v ČR za sledované tři roky 1999–2002) je +0,9%.